# Rodolfo Bergamo
Rodolfo Bergamo (Venezia, 23 agosto 1955) è un ex altista italiano.
Nel 1976 prese parte ai Giochi olimpici di Montréal, dove arrivò sesto nel salto in alto. Per due anni consecutivi, nel 1977 e 1978 fu anche campione italiano in questa specialità. In particolare, ai campionati italiani del 1978 conquistò il titolo superando l'asticella posta a 2,24 m, facendo registrare il nuovo record italiano, andando a battere il suo precedente record di 2,22 m ottenuto nel 1976.

## Record nazionali
- Salto in alto: 
  - 2,22 m ( Milano, 8 giugno 1976)
  - 2,24 m ( Roma, 25 luglio 1978)

## Palmarès
| Anno | Manifestazione  | Sede     | Evento        | Risultato | Prestazione | Note |
| ---- | --------------- | -------- | ------------- | --------- | ----------- | ---- |
| 1976 | Giochi olimpici | Montréal | Salto in alto | 6º        | 2,18 m      |      |

## Campionati nazionali
- 2 volte campione italiano assoluto del salto in alto (1977, 1978)

1977
- Oro ai campionati italiani assoluti di atletica leggera, salto in alto - 2,15 m

1978
- Oro ai campionati italiani assoluti di atletica leggera, salto in alto - 2,24 m